# Pure and Applied Chemistry
Pure and Applied Chemistry (skraćenica, ISO 4: Pure Appl. Chem.) je službeni žurnal Međunarodne unije za čistu i primijenjenu kemiju. Izlazi u Njemačkoj, jednom mjesečno. Objavljuje ga Walter de Gruyter za IUPAC. List sadrži preporuke, izvješća i predavanja sa simpozija. Prvi je broj izašao 1960. i list izlazi do danas. ISSN je 1365-3075. Čimbenik odjeka 2017. godine bio mu je 5.294.

## Vanjske poveznice
- Stranica na IUPAC-u
- Stranica na de Gruyteru